# Kinglake (Victoria)
Kinglake ist eine Stadt im australischen Bundesstaat Victoria und liegt im Murrindindi Shire. Bei der Volkszählung im Jahr 2016 hatte Kinglake 1159 Einwohner. Die Stadt wurde im Februar 2009 durch ein Buschfeuer weitgehend zerstört.

## Geographie
Kinglake liegt 65 km nordöstlich von Melbourne in den zur Great Dividing Range gehörenden Bergen. Die Kinglake Ranges erreichen eine Höhe von 525–610 m über dem Meeresspiegel. Von Kinglake aus besteht ein Blick auf die Skyline Melbournes im Südwesten und über die Weinberge des Yarra Valley im Süden. Die Durchschnittstemperatur liegt in Kinglake etwa um 3 °C niedriger als in der Metropole Melbourne. Die Sommer sind dabei durch die Wälder allgemein angenehm, während der Schneefallperioden im Winter tritt teilweise starker Frost auf.

## Geschichte
Das Postamt von Kinglake Post wurde am 14. Mai 1883 eröffnet. Zwischen 1914 und 1950 gab es auch ein Postamt in Kinglake East.

## Sport
Der nach den Aussie Rules spielende Fußballverein, „The Lakers“, spielt in der 2. Division der Yarra Valley Mountain District Football League.
Ein Basketballteam spielt in der Victorian Junior Basketball Leagues, auch dieser Club wird als „The Lakers“ bezeichnet.

## Natur
Der Kinglake National Park ist der zu Melbourne nächstgelegene Nationalpark und bietet Wanderwege für Tagesausflüge sowie Campingplätze für mehrtägige Aufenthalte.
Ein weiteres Naturschutzgebiet befindet sich zwischen Toolangi und Yea. Mehrere Wasserfälle befinden sich darin. Sie können durch mäßig schwere Wanderungen erreicht werden.

## Buschfeuer
Buschfeuer in der Umgebung von Kinglake haben immer wieder die Gegend in Mitleidenschaft gezogen und die Stadt mit ihrer Bevölkerung gefährdet, so etwa 1926, 1939, in den 1960er Jahren und bei den Aschermittwochsfeuern 1983. Bei den Bränden Ende Januar und Anfang Februar 2006 verbrannten 1500 Hektar Buschland, bevor die Feuerwehr die Feuer eindämmen konnte.

### 2009
Kinglake war eines der am schwersten von dem Buschfeuer in Victoria 2009 betroffenen Gebiete; in Kinglake und Kinglake West wurden mehr als 500 Häuser durch die Flammen zerstört und 42 Personen getötet.